# Robert Anton Wilson

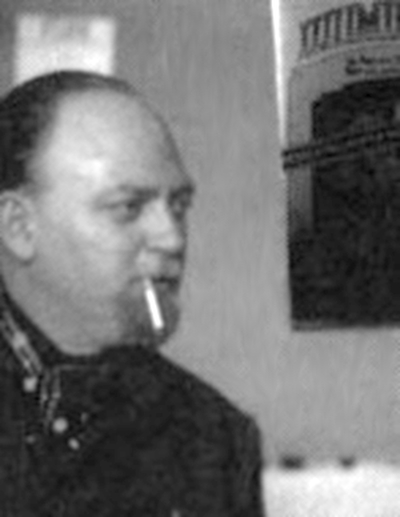
Robert Anton Wilson in 1977

Robert Anton Wilson, geboren als Robert Edward Wilson (New York, 8 januari 1932 – Capitola (Californië), 11 januari 2007) was een Amerikaans schrijver, filosoof, futuroloog, anarchist en onderzoeker naar samenzweringen.

## Levensloop
Wilson werd geboren in het Methodist Hospital in het New Yorkse stadsdeel Brooklyn. Zijn eerste levensjaren bracht hij door in Brooklyn, in de wijk Flatbush. Op zijn vierde verhuisde hij met zijn familie naar Gerritsen Beach, waar hij tot zijn dertiende woonde. Hij leed als kind aan polio en werd behandeld volgens de methode ontwikkeld door Elizabeth Kenny. De gevolgen van polio waren zijn leven lang merkbaar, vooral door kleine spierspasmen waardoor hij tot het jaar 2000 een wandelstok moest gebruiken. In 2000 kreeg hij een zware aanval van het postpoliosyndroom, die tot zijn dood zou aanhouden.
Wilson bezocht de katholieke middelbare school in Gerritsen Beach. Later studeerde hij aan Brooklyn Tech High School. In deze periode nam hij afstand van het katholieke geloof. Later studeerde hij techniek en wiskunde aan de Universiteit van New York. In die periode werkte hij als chauffeur op een ambulance.
Na zijn afstuderen werkte hij als technicus, verkoper en tussen 1965 en 1971 als associate editor (adjunct-hoofdredacteur) voor Playboy. Als schrijver nam hij als middelste naam de achternaam van de moeder van zijn grootvader, Anton, aan. Oorspronkelijk wilde hij zijn eigen middelste naam Edward later gebruiken, om er later achter te komen dat "Robert Anton Wilson" inmiddels een bekende identiteit was.
In 1979 ontving hij een Ph.D. in de psychology van de Paidea University in Californië, een niet-officieel erkend instituut dat later sloot. Wilson herschreef zijn proefschrift en publiceerde het in 1983 onder de titel Prometheus Rising.
Wilson trouwde in 1958 met de freelance schrijfster Arlen Riley. Samen kregen ze vier kinderen. Arlen Riley Wilson stierf in 1999 aan de gevolgen van een aantal beroerten. Hun dochter Luna werd op de leeftijd van 15 doodgeslagen bij een vermoedelijke beroving in 1975. Haar ouders lieten haar hersenen invriezen bij de Bay Area Cryonics Society.
Op 22 juni 2006 publiceerde een blogger dat Wilson thuis op sterven lag. Op 2 oktober 2006 publiceerde Douglas Rushkoff dat Wilson in zware financiële problemen zat. Andere media namen dit bericht over. Als gevolg hiervan werd binnen enkele dagen een grote som geld ingezameld, voldoende om Wilson zeker zes maanden te verzorgen. Wilson plaatste persoonlijk een bedankbrief op zijn website.
Op 6 januari 2007 schreef Wilson op zijn webpagina dat hij volgens zijn artsen nog slechts tussen de twee dagen en twee maanden te leven had. Vijf dagen later stierf hij vredig. Zijn lichaam werd op 18 januari gecremeerd. Zijn as werd verstrooid op dezelfde plek als waar de as van zijn vrouw was verstrooid.

## Schrijver
Wilson schreef 35 boeken en vele andere werken.
Zijn waarschijnlijk bekendste werk is de cultklassieker The Illuminatus! Trilogy (1975) die hij samen met Robert Shea schreef.

## Werken
- Playboy's Book of Forbidden Words (1972)
- Sex and Drugs: A Journey Beyond Limits (1973)
- The Sex Magicians (1973)
- The Book of the Breast (1974)
- The Illuminatus! Trilogy (1975) (met Robert Shea)
  - The Eye in the Pyramid
  - The Golden Apple
  - Leviathan
- Cosmic Trigger I: The Final Secret of the Illuminati (1977)
- Neuropolitics (1978) (met Timothy Leary en George Koopman)
- The Game of Life (1979) (met Timothy Leary)
- The Illuminati Papers (1980)
- Schrödinger's Cat Trilogy (1980–1981)
  - The Universe Next Door
  - The Trick Top Hat
  - The Homing Pigeons
- Masks of the Illuminati (1981)
- The Historical Illuminatus Chronicles
  - The Earth Will Shake (1982)
  - The Widow's Son (1985)
  - Nature's God (1991)
- Right Where You Are Sitting Now (1983)
- Prometheus Rising (1983)
- The New Inquisition (1986)
- Wilhelm Reich in Hell (1987)
- Natural Law, or Don't Put a Rubber on Your Willy (1987)
- Coincidance (1988) ISBN 1561840041
- Neuropolitique (1988) (met Timothy Leary & George Koopman) herbewerking van Neuropolitics
- Ishtar Rising (1989) herbewerking van The Book of the Breast
- Semiotext(e) SF (1989) (editor, met Rudy Rucker en Peter Lamborn Wilson)
- Quantum Psychology (1990)
- Three-Fisted Tales of "Bob" (geëdit door Ivan Stang) (1990) (een van de bijdragers)
- Cosmic Trigger II: Down to Earth (1991)
- Reality Is What You Can Get Away With: An Illustrated Screenplay (1992)
- Chaos and Beyond (1994) (editor en voornaamste schrijver)
- Cosmic Trigger III: My Life After Death (1995)
- The Walls Came Tumbling Down (1997)
- Everything Is Under Control (1998)
- TSOG: The Thing That Ate the Constitution (2002)
- Email to the Universe (2005)